# Igaliku
Igaliku (o Igaliko) è un villaggio della Groenlandia di 35 abitanti (gennaio 2005), fondato nel 1782; appartiene al comune di Kujalleq. È meglio conosciuta per le rovine di Garðar, una volta centro religioso della Groenlandia vichinga del XII secolo.
Igaliku è una delle cinque località groenlandesi che costituiscono il sito patrimonio mondiale dell'umanità Kujataa in Groenlandia: agricoltura nordica e inuit al bordo della calotta glaciale, iscritto dall'UNESCO nel 2017.